# District de Perambalur
Le district de Perambalur est un district de l'état du Tamil Nadu, dans le sud de l'Inde.

## Géographie
Sa capitale est Perambalur.
La superficie du district est de  1 756 km2. En 2011, il comptait 565 223 habitants.